# Klaus Eskildsen
Klaus Eskildsen (ur. 15 stycznia 1967) – duński piłkarz, występujący na pozycji obrońcy.

## Życiorys
Na początku seniorskiej kariery grał w Brande IF. W 1993 roku został zawodnikiem Vejle BK. Po awansie Vejle do Superligaen zadebiutował w najwyższej duńskiej klasie rozgrywkowej 11 sierpnia 1995 roku w zremisowanym 0:0 spotkaniu z AGF. W sezonie 1996/1997 zdobył wicemistrzostwo Danii. W 2003 roku zakończył karierę. Ogółem wystąpił w 213 ligowych meczach Vejle BK, z czego 107 na poziomie Superligaen.